# Deutsch Eliezer
Deutsch Eliezer (Petra, Kassa mellett, 1850 – ?, 1926) rabbi, egyházi író.

## Élete
1877-től 1897-ig Hanschowitzon működött. Kiváló tudásának híre csakhamar eljutott hazájába is, és a bonyhádi hitközség rabbijának választotta meg. Bonyhádi jesiváját több mint 800 tanítvány látogatta. Magyarországi és külföldi rabbikkal széles terjedelmű tudományos levelezést folytatott. Nyílt ellenzéke volt a neológ irányzatnak és a cionizmusnak egyaránt. 

## Művei
- Jáánu bekól (a hangos imáról);
- Tevuósz haszóde (talmudi glosszák);
- Chelkász haszóde
- Pri haszóde.[1]